# Xã Gooseneck, Quận Divide, Bắc Dakota
Xã Gooseneck (tiếng Anh: Gooseneck Township) là một xã thuộc quận Divide, tiểu bang Bắc Dakota, Hoa Kỳ. Năm 2010, dân số của xã này là 31 người.